# C. Hosuru, Srinivaspur
C. Hosuru là một làng thuộc tehsil Srinivaspur, huyện Kolar, bang Karnataka, Ấn Độ.